# Café Eugenia
Café Eugenia is een café en monumentaal pand aan de rand van de binnenstad van de Nederlandse plaats Venlo. Het staat op de hoek van de Hogeweg met de Helbeek.

## Geschiedenis
In 1901 werd het pand gebouwd naar ontwerp van architect J.M.H. Hornix.

## Bouwwerk
Het bakstenen hoekpand is gebouwd in neorenaissance-stijl, heeft drie gevels en is roze geschilderd. Het heeft twee bouwlagen met dakverdieping. In de benedenverdiepingen heeft het pand rondboogvormige muuropeningen met hoge bovenlichten, waarbij in de gevel aan de Hogeweg drie muuropeningen geschakeld zijn, gescheiden door zuiltjes. De bovenverdieping heeft segmentboogvormige vensters met dichtgewerkte boogvelden. In de gevel aan de Hogeweg is voor driekwart een balkon op vier consoles aangebracht, voorzien van een smeedijzeren hekwerk. De smalle schuine gevel en het linker uiteinde van de gevel aan de Hogeweg eindigt aan de bovenzijde in een sierlijke rolwerkgevel.